# Заглембе (футбольный клуб, Валбжих)
«Заглембе» (пол. Zagłębie Wałbrzych) — профессиональный польский футбольный клуб из города Валбжих (Нижнесилезское воеводство), основанный в 1945 году. В настоящий момент играет в региональной лиге.

## История

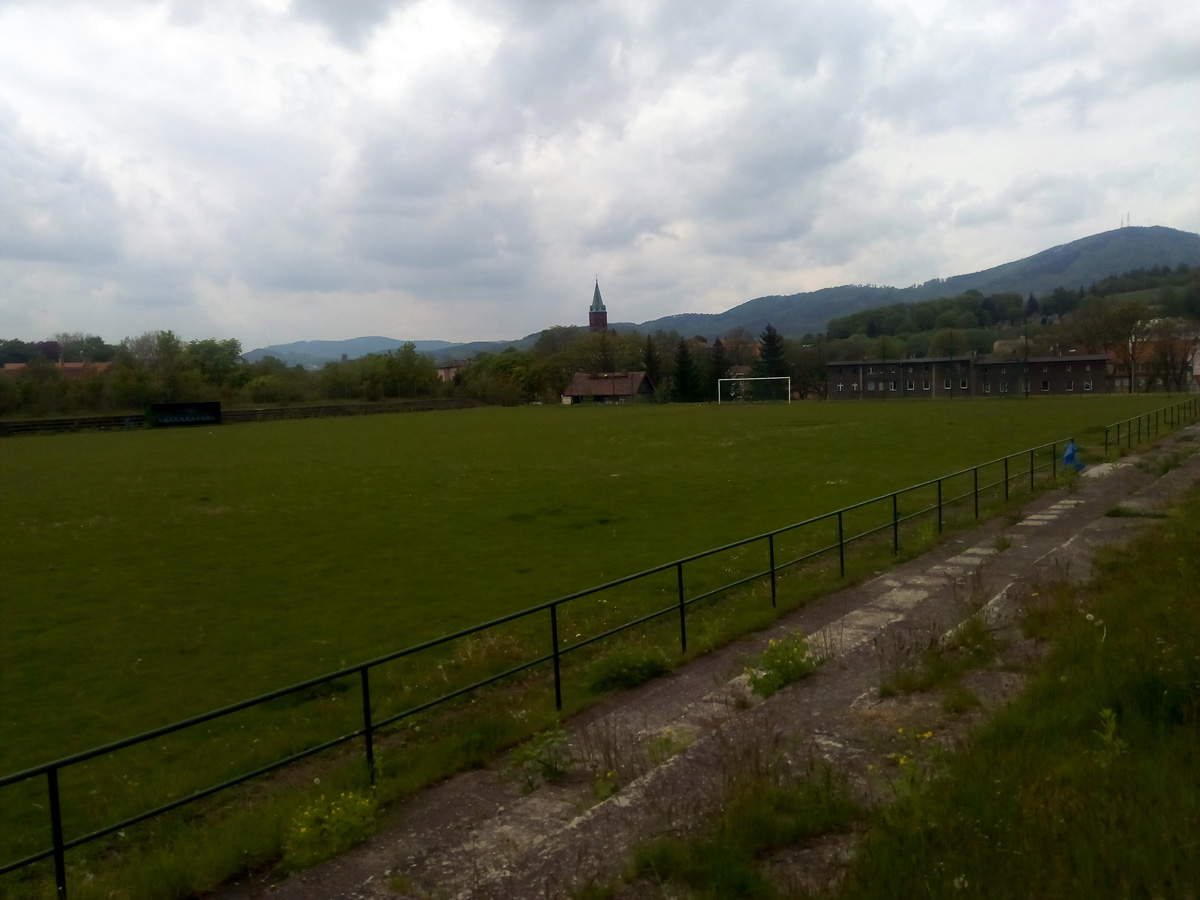
«Старое Заглембе» — домашняя арена клуба

Клуб основан в 1945 году по инициативе группы эмигрантов, вернувшихся из Франции и Бельгии, которые дали команде название «Торез» в честь Мориса Тореза, лидера французских коммунистов. Данное название не понравилось большинству поклонников клуба и было официально изменено в 1968 году на «Заглембе», что в переводе с польского означает «угольный бассейн», поскольку Валбжих является важным центром горнодобывающей промышленности страны.
В 1968 году «Заглембе» впервые в своей истории вышел в высший дивизион, а в сезоне 1970/71 занял в турнире итоговое 3-е место, уступив «Гурнику» из Забже и варшавской «Легии». Благодаря этому успеху «Заглембе» получил право участвовать в Кубке УЕФА. В первом раунде еврокубка польский коллектив обыграл чехословацкую команду «Теплице» (1:0, 3:2), а во втором раунде уступил румынской команде УТА из города Арад (1:1, 1:2). Самым известным игроком команды является голкипер Марян Шея, участник Олимпийских игр 1972 года в Мюнхене.
В сезоне 1973/74 «Заглембе» вылетел из высшего дивизиона и более туда не возвращался. Тяжёлое финансовое положение привело к тому, что в начале 1990-х годов клуб был вынужден объединился с другой командой из Валбжиха «Гурник», с которой до этого соперничал на протяжении более чем 40 лет. Объединение клубов встретило резкий протест со стороны фанатов обеих команд, в результате чего соглашение о слиянии клубов вскоре было разорвано.
6 апреля 2006 года команда была реорганизована под названием «Stowarzyszenie GKS Zagłębie Wałbrzych». С 2008 года коллектив участвует в региональной лиге Нижней Силезии.
В 2019 году была основана женская команда клуба.

## Стадион
Домашние матчи команда проводит на стадионе «Старое Заглембе», расположенном на улице Домбровского. Общая вместимость арены составляет 2000 зрителей.

## Достижения клуба
- Бронзовый призер чемпионата Польши: 1970/71
- Выход во второй раунд Кубка УЕФА: 1971/72

## Известные игроки
- Марян Шея